# Catherine Vale Whitwell

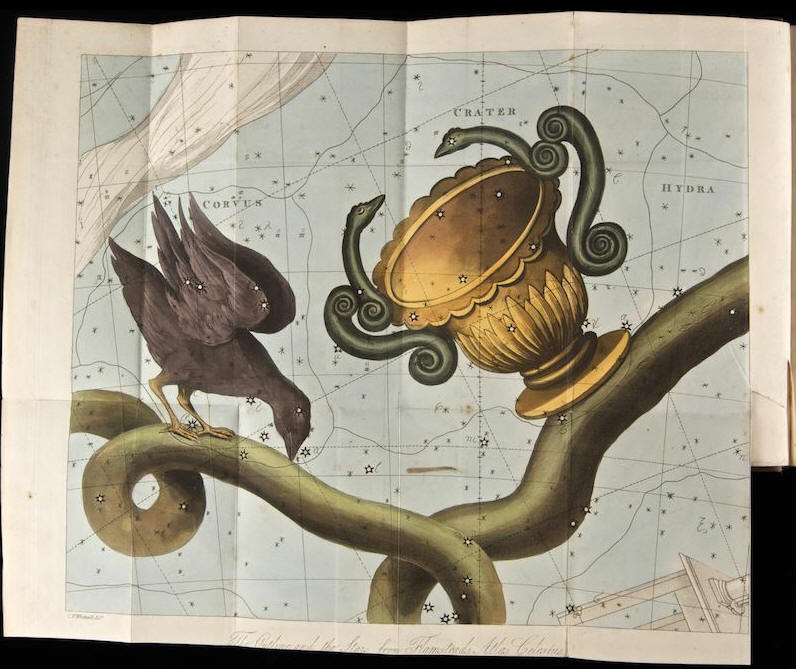
Illustration i An Astronomical Catechism

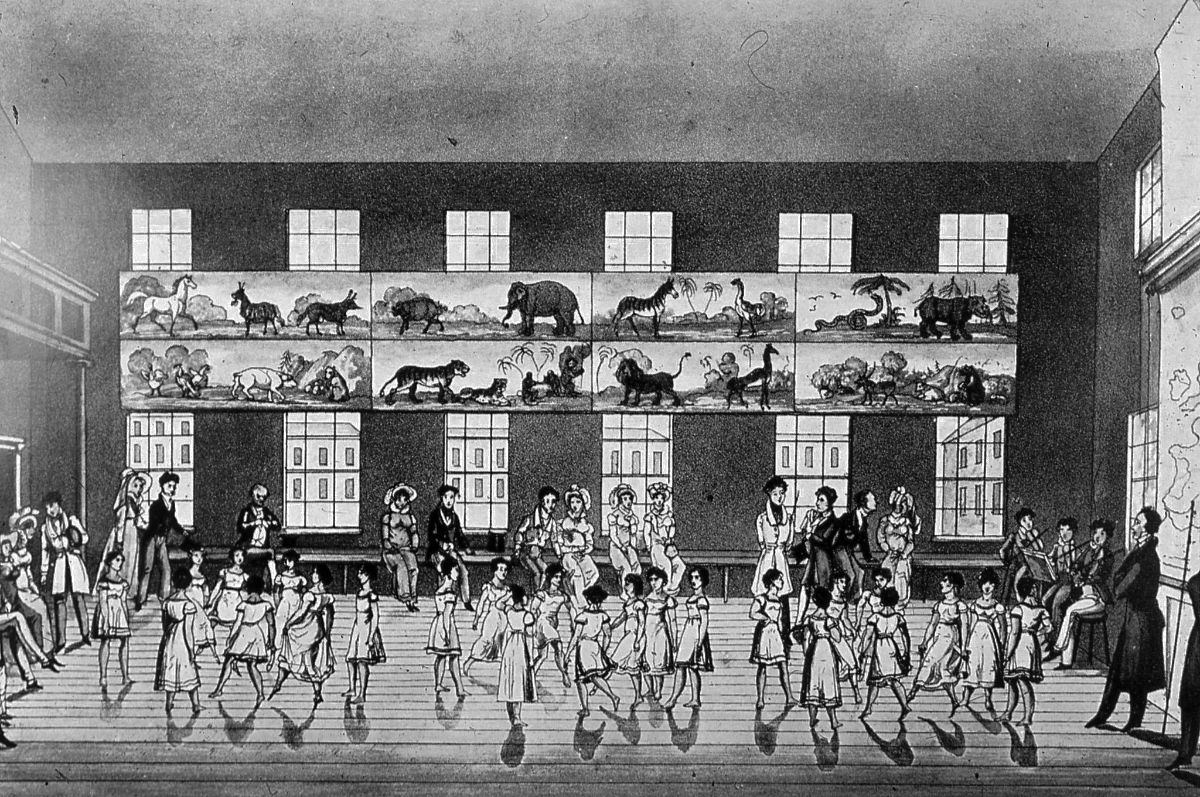
Lärosal i New Lanark School

Catherine Vale Whitwell, född 16 januari 1789, död 7 september 1873, var en brittisk pedagog, konstnär och skribent. Hon var syster till arkitekten Thomas Stedman Whitwell.
Catherine Vale Whitwell gjorde sig känd för en egenillustrerad astronomisk lärobok och var en förespråkare för utbildning för kvinnor i matematik. Hon var en anhängare till Robert Owen utopiska socialistiska rörelse, owenismen.
Hon drev från omkring 1818 den privata flickskolan Miss Whitwell's Seminary på Russell Square 8 i Bloomsbury i London.
Catherine Vale Whitwell utgav 1818 astronomiverket An Astronomical Catechism med rikliga illustrationer och 1849 skriften ''Det materiella och intellektuella universum, ur vilket utbildningens syfte och mål kan härledas. Hon var lärare och konstnär i Robert Owens New Lanark School från 1821. Där utvecklade hon bland annat skolplanscher i ämnena historia, biologi och musiknotation. Hon gjorde bland annat stora tidslinjeplanscher på skolsalens väggar. Från 1826 undervisade hon barn och föreläste i det första brittiska kortlivade owenitgemenskapen Orbiston, nära Motherwell sydost om Glasgow i Skottland.
År 1827 drev hon en biologi- och teckningsskola på Charlotte Street 11 i Bloomsbury i London, och 1841 drev hon en skola i Solihull och sedan i Leamington.